# Fundània (esposa de Varró)
Fundània (en llatí Fundania) va ser una dama romana del segle i aC. Era filla de Gai Fundani i esposa de Marc Terenci Varró. Formava part de la gens Fundània, una gens romana d'origen plebeu.
Era propietària d'una gran finca en la qual Varró va compondre els seus tres llibres de De Re Rustica, com a manual per la seva gestió. El primer dels tres llibres, titulat De Agricultura, el va dedicar a la seva dona.